# Shigeki Kurata
Shigeki Kurata (藏田 茂樹?, Kurata Shigeki; Prefettura di Kyoto, 22 giugno 1972) è un ex calciatore giapponese, di ruolo difensore.